# Reinhold Behr
Reinhold Behr, född den 17 oktober 1948 i Tauberbischofsheim, Tyskland, är en västtysk fäktare som tog OS-silver i herrarnas lagtävling i värja i samband med de olympiska fäktningstävlingarna 1976 i Montréal.